# 日光川放水路

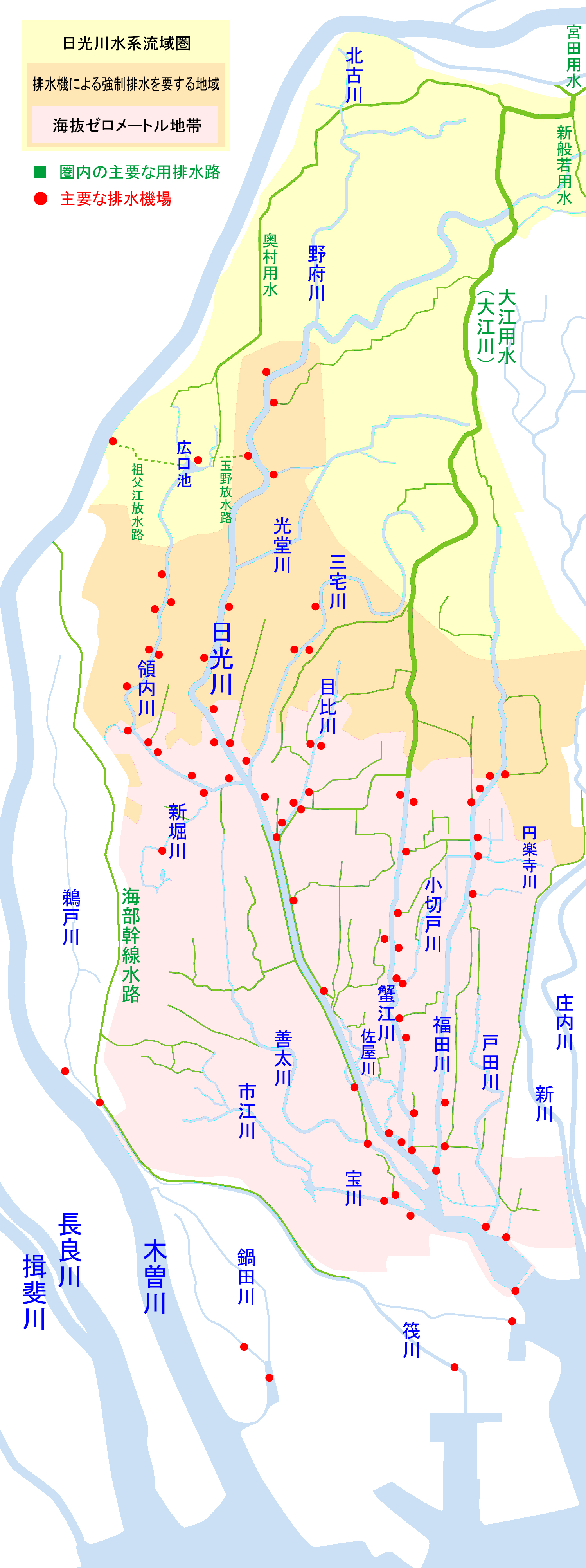
日光川水系の概略図

日光川放水路（にっこうがわほうすいろ）は、愛知県西部にある日光川の水害を予防するために計画された放水路。

## 概要
日光川は広大な海抜ゼロメートル地帯を持つ濃尾平野を流れており、流域の約40%が海抜ゼロメートル地帯に相当し、約60%強の地域はポンプによる強制排水を必要とする地域である。昭和中期から平成にかけての期間だけを見ても1959年（昭和34年）の伊勢湾台風や2000年（平成12年）の東海豪雨など5度の大きな水害が発生しており、小さな浸水被害は比較的新しいものだけ見ても2020年（令和2年）までの10年間で20回を数えている。
1976年（昭和51年）の豪雨による水害を契機として、破堤などの壊滅的な被害を回避するために排水機による水位調整を行うルールが策定され、伊勢湾河口側から順次改修工事が進められたが、堤防際まで市街化が進行している地域もあり、川幅を広げる河川改修には限界があった。問題の解決のために着目されたのが日光川と隣接して流れる大河川の木曽川であり、洪水到達時刻にズレがあることを利用して、日光川流域から地下トンネルによって木曽川に排水する放水路が計画された。

## 施設
計画段階・共用済みを合わせて4つの放水路が存在する。

### 日光川1号放水路
一宮市北東部で日光川から木曽川に排水する放水路。総排水量は毎秒50立方メートルが予定されているが、2020年（令和2年）時点で農地分の毎秒10立方メートルのみ共用済み。

### 日光川2号放水路
一宮市木曽川町南部で野府川から木曽川に排水する放水路。総排水量は毎秒60立方メートルが予定されている。2020年（令和2年）4月に大規模特定河川事業（補助事業）として採択され、順次着手される予定となっている。

### 日光川3号放水路（日光川玉野放水路）
一宮市玉野付近で日光川から広口池（領内川）に排水する放水路。高さ4.9メートル、幅5.7メートル、延長約1,600メートルの埋設樋管によって、毎秒30立方メートルの洪水を排水する。
2010年（平成22年）6月から供用開始。なお、供用開始に伴って1977年（昭和52年）から運用されてきた流域の自治体に対する排水機の運転調整に関するルールが改訂された。

### 日光川4号放水路（日光川祖父江放水路）
稲沢市祖父江町祖父江の広口池（領内川）から、一宮市西中野の西中野排水機場によって木曽川に排水する放水路。高さ5.35メートル、幅5メートル、延長約2,000メートルの埋設樋管2本によって、毎秒60立方メートルの洪水を排水する。
2008年（平成20年）4月から供用開始。